# Белизско-чилийские отношения
Белизско-чилийские отношения — двусторонние дипломатические отношения между Чили и Белизом.
В декабре 2016 года министерства иностранных дел Чили и Белиза встретились в Бельмопане, чтобы определить возможные области, представляющие интерес для торгового обмена и сотрудничества.

## Торговые отношения
В 2023 году товарооборот между двумя странами составил 2,55 миллиона долларов США, что представляет собой среднегодовой рост на 6,2% за последние пять лет. Основными товарами, экспортируемыми Чили, были древесная химическая паста и препараты для детского питания, в то время как Белиз экспортировал в основном роторные объемные насосы.

## Дипломатические представительства
- Посольство Чили в Сальвадоре находится одновременно с дипломатическим представительством в Белизе[3]. У него также есть почетное консульство в Бельмопане[4].
- У Белиза в Сантьяго-де-Чили находится почётное консульство[5].